# Sistema Universitario Texas A&M

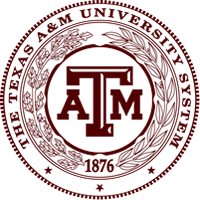
El sello del sistema universitario de Texas A&M.

El Sistema Universitario Texas A&M es uno de los sistemas de educación superior más complejos de los Estados Unidos de América. Está compuesto por nueve universidades, ocho agencias gubernamentales y varias instituciones de Ciencias de la Salud.

## Universidades
- Universidad de Texas A&M, que cuenta con dos campus además del campus principal en College Station:
  - Universidad de Texas A&M en Galveston
  - Universidad de Texas A&M en Catar
- Universidad de Prairie View A&M
- Universidad Estatal Tarleton
- Universidad Internacional de Texas A&M
- Universidad de Texas A&M–Texas Central
- Universidad de Texas A&M–Corpus Christi
- Universidad de Texas A&M–Kingsville
- Universidad de Texas A&M–San Antonio
- Universidad de Texas A&M–Texarkana
- Universidad de Texas Occidental A&M
- Universidad de Texas Oriental A&M

## Agencias
- Texas AgriLife Research
- Texas AgriLife Extension Service
- Texas Engineering Experiment Station
- Texas Engineering Extension Service
- Texas Forest Service
- Texas Transportation Institute
- Texas Veterinary Medical Diagnostic Laboratory